# 罗睺寺
罗睺寺，原名落佛寺，位于山西省忻州市五台山风景名胜区台怀镇杨林村，显通寺和十方堂之间，显通寺和塔院寺东侧一路之隔，藏传佛教寺庙，兼有汉传佛教和藏传佛教的风格。与显通寺、塔院寺、殊像寺、菩萨顶合称五台山五大禅处。已列为全国重点文物保护单位、汉族地区佛教全国重点寺院之一。

## 历史
该寺始建于唐代，原为大华严寺（今显通寺）的十二院之一，名叫善住阁院。明成化年间，赵惠王重建善住阁院及罗睺罗殿，并把它从大华严寺独立出来，名落佛寺。明代弘治五年（1492年）重修。明隆庆年间，李贵妃为祈子登基许愿，施巨款重修扩建。清康熙四十四年（1705年）由青庙改为黄庙（黄教格鲁派寺庙），又进行了大规模的改建，并改名“罗睺寺”。1983年被国务院列入为汉族区佛教全国重点寺院。

## 建筑
罗睺寺坐北朝南，占地15725平方米，东西共有三进院落，牌楼位于东南侧，中轴线上依次为天王殿、过殿文殊殿、大雄宝殿、后殿藏经阁和文殊塔，此外还有钟鼓楼、禅房、配殿、廊房等建筑。寺内建有殿堂118间，均为明清建筑。
天王殿面阔三间，单檐歇山顶。殿内供奉弥勒菩萨，两壁塑有四大天王。殿前月台上一对石狮，是五台山最大的石狮，唐代遗物，长1.6米，高1.66米。
殿前寺内东南角有文殊塔，藏式砖塔，高7.5米，塔上雕有文殊像。
文殊殿面阔三间，17.6米，进深13.5米，单檐歇山顶，四面出廊。前檐下悬木匾“八正门”。门联“寺号罗睺因有佛子行迹处，殿称文殊原为大士说法场。”殿内的文殊菩萨骑狮像卧于莲台上，面部由金色改为乳白色，体现黄教风格。
大雄宝殿面阔五间，进深16.3米，庑殿顶，前出重檐抱厦，门联“鹫岭云开空界自成清净地，龙潭月浩圆光常现妙明心”。殿内供奉“横三世佛”释迦牟尼、阿弥陀佛、药师佛三世佛及八大供养菩萨，三佛之前，供奉宗喀巴大师及其两位弟子：贾曹杰和克主杰。殿内悬挂乾隆御匾“慧灯静照”、“意蕊生香”。
后殿藏经阁面阔五间，进深12.8米。重檐硬山顶，对联“八面开金莲庄严清凉世界，四方瞻宝相引发菩萨心华”。殿内有著名的“开花见佛”活动机关装置，为寺庙特色，莲台边长3.6米，高1米，圆盘中置巨大的木雕莲花，高丈余，在地下操纵机关，八片莲瓣张开，显露出莲中四尊相背而坐的佛像（释迦牟尼佛、阿弥陀佛、药师佛、弥勒佛）。

## 保护
1986年8月18日，罗睺寺公布为第二批山西省文物保护单位。2013年3月5日，罗睺寺公布为第七批全国重点文物保护单位，编号7-0874-3-172